# Мотоциклистка (фильм)
«Мотоциклистка» (англ. Girl on a Motorcycle, фр. La Motocyclette) — фильм режиссёра Джека Кардиффа с Аленом Делоном и Марианной Фэйтфул в главных ролях.

## Сюжет
Ребекка и Рэймонд недавно поженились и живут в Агно, Франция, где Рэймонд работает школьным учителем. Однажды утром Ребекка уезжает от Рэймонда к своему любовнику Даниэлю. Реймонд является бывшим студентом Даниэля. Ребекка уезжает на мотоцикле Харлей-Дэвидсон, который ей подарил к её свадьбе с Рэймондом Даниэль. Она едет на встречу с Даниэлем в Гейдельберг, Германия, где тот живёт и преподаёт (возможно, в местном университете). При этом она надевает костюм из чёрной кожи на голое тело (отсюда и второе название фильма — «Голая под кожей»). Проезжая разные городки и деревушки и встречая разных людей, она вспоминает свои прошлые встречи с Даниэлем и мечтает о будущей. По дороге Ребекка решает уйти от Рэймонда навсегда. Это её вторая поездка к Даниэлю на новом мотоцикле. Ей оставалось проехать около 4 километров до Гейдельберга из пути в примерно 125 километров, когда, увлекшись эротическими переживаниями, Ребекка попадает в аварию и погибает.

## В ролях
- Ален Делон — Даниэль
- Марианна Фэйтфул — Ребекка
- Роджер Муттон — Рэймонд
- Мариус Горинг — Отец Ребекки
- Катерина Джордан — Катерина
- Жан Ледюк — Жан
- Жак Марен — Pump Attendant
- Андре Маран — French Superintendent
- Бари Джонсон — Французский таможенник
- Арнольд Даймонд — Французский таможенник
- Джон Геллер — Немецкий таможенник
- Марика Ривера — Немецкая официантка
- Ричард Блэйк — Первый студент
- Крис Уильямс — Второй студент
- Колин Уэст — Третий студент

## Художественные особенности
Фильм изобилует сюрреалистическими визуальными приемами и постоянными внутренними сюжетными ретроспективами. По ходу действия фильма, в том числе при помощи закадрового голоса, зритель может не только «читать мысли» героини о прошлом, но также и её мечты о будущем и наблюдения героини о войне и любви.

## Дополнительные факты
- Костюм героини изготовлен компанией Lanvin.

## Варианты названий в прокате
- Girl on a Motorcycle — Великобритания / США (альтернативное название)
- A Garota da Motocicleta — Бразилия
- Ano muneni mou ichido — Япония
- Chica de la motocicleta, La — Испания
- Koritsi me tin motosykletta, To — Греция
- Lány a motorkerékpáron — Венгрия
- Motocyclette, La — Франция
- Motosikletli kiz — Турция
- Nackt unter Leder — Западная Германия
- Naked Under Leather — США (альтернативное название)
- Nuda sotto la pelle — Италия
- Pigen på motorcyklen — Дания
- Tyttö ja moottoripyörä — Финляндия

## Премьеры
- Франция — Май 1968 (Каннский кинофестиваль)
- Франция — Июнь 1968
- Великобритания — Октябрь 1968
- Швеция — 18 ноября 1968
- США — 27 ноября 1968
- Япония — 14 декабря 1968
- Дания — 20 января 1969
- Финляндия — 31 января 1969
- Западная Германия — 21 февраля 1969